# Park Lesława Węgrzynowskiego

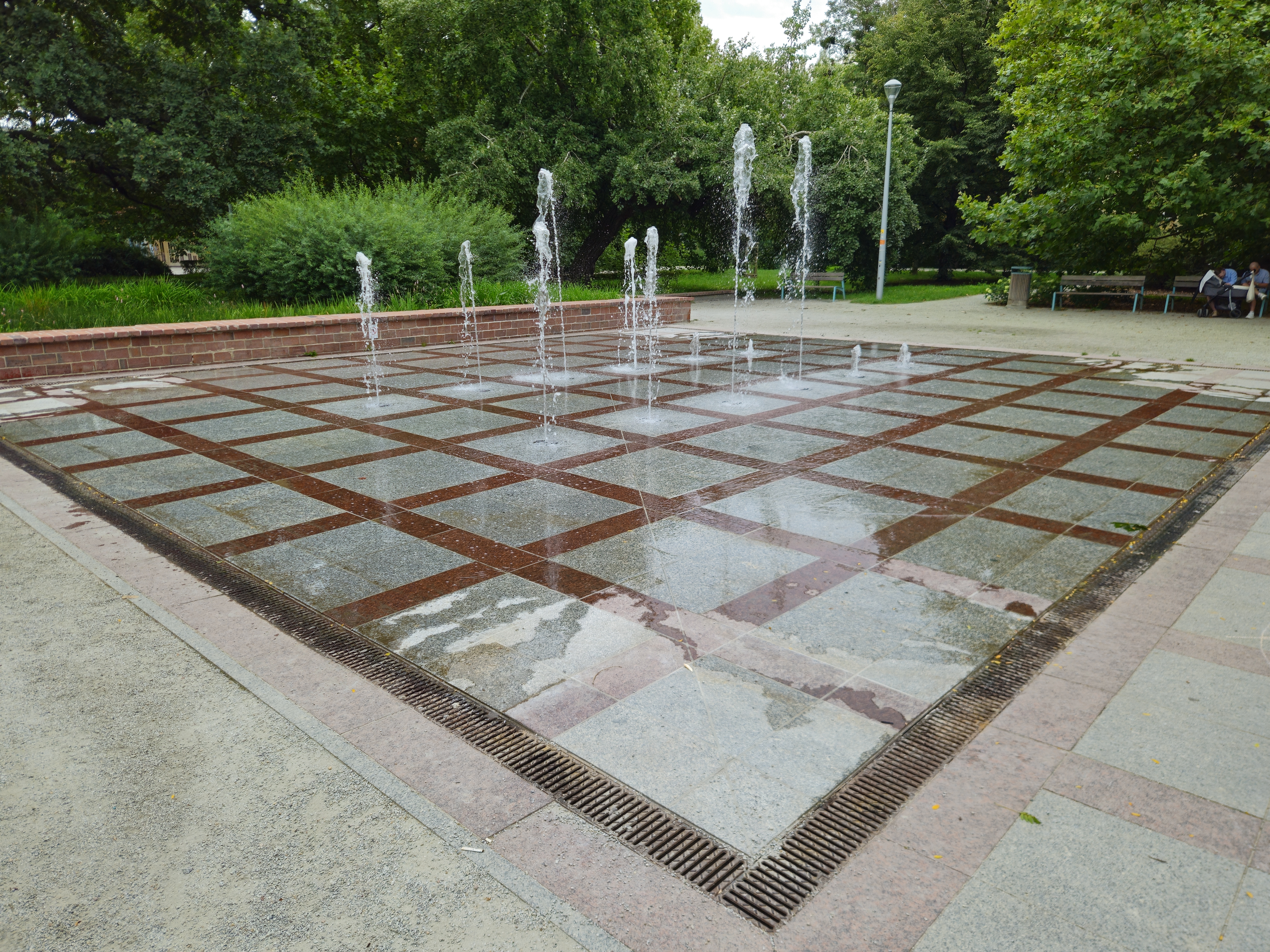
Fontanna w parku

Park Lesława Węgrzynowskiego (dawniej: Park Staromiejski) – park miejski zlokalizowany we Wrocławiu na obszarze ograniczonym ulicami Kolejową, Grabiszyńską, Szpitalną i Tęczową.
Teren podzielony jest na trzy strefy funkcjonalne:
- strefa aktywna – położona w centralnej części parku, znajdują się w niej: wybieg dla psów oraz boisko dwufunkcyjne (kort tenisowy i boisko do piłki siatkowej)
- strefa rekreacyjna – położona w południowej i zachodniej części parku, znajdują się w niej: polana na imprezy plenerowe, plac zabaw, siłownia zewnętrzna oraz górka saneczkowa
- strefa relaksu – położona w centralnej części parku, wokół placu z fontanną oraz ogrodem deszczowym o powierzchni 400 m² (zlokalizowanym w obniżeniu terenu po dawnym basenie przeciwpożarowym), otoczonym modernistycznym placem z siedziskami w formie murków

## Historia
Na parcelach o numerach 58–60, znajdujących się przy ul. Kolejowej 102, w latach 1864–1868 powstał ogród przy domu opieki i szpitalu Trójcy Świętej. Projektantem ogrodu był znany we Wrocławiu architekt, Karl Schmidt. Pierwotny projekt zakładał wybudowanie łącznie 10 budynków, których oś stanowić miały kościół oraz domek portiera, zaś wokół nich miał znajdować się ogród obsadzony potrójnym szpalerem i otoczony murem. Ostatecznie powstały jednak tylko dwa neogotyckie budynki połączone ażurowymi łącznikami z jednonawowym, orientowanym kościołem, wzniesionym na planie krzyża łacińskiego. Projektantem kościoła był Carl Johann Christian Zimmermann.
Pierwotna powierzchnia tego terenu była większa niż obecna i wynosiła 3,25 ha. Teren ogrodu został podzielony na cztery kwatery, pomiędzy którymi znajdowały się budynki mieszkalne. Granice poszczególnych parceli były obsadzone pojedynczymi, a na niektórych odcinkach (np. główna alejka) podwójnymi szpalerami. Ścieżki na terenie ogrodu tworzyły nieregularnie biegnącą kompozycję.
Historyczne budynki na terenie parku zostały zniszczone w 1945 r. Do tego czasu z tutejszego szpitala korzystali głównie Niemcy, nazywając go Reiches Hospital zu St. Trinitatis. W czasie II wojny światowej, we wschodniej części ogrodu wybudowano betonowo-ceglany basen przeciwpożarowy.
W latach 60. XX wieku rozebrano pierwotną kaplicę oraz szpital, natomiast sam ogród został przeznaczony na park publiczny (miejski). Jego urządzenie w ramach czynu społecznego przeprowadziła Liga Ochrony Przyrody. W pracach wzięło udział około 2800 osób, a otwarcie parku miało miejsce 12 maja 1967 r. W tamach plebiscytu prowadzonego przez Wieczór Wrocławia, wyłoniono dla niego nazwę – „Park Staromiejski”. Był to wówczas jeden z nielicznych parków w całym Wrocławiu. Opiekę nad nim powierzono zasadniczej szkole zawodowej przy Fabryce Urządzeń Mechanicznych (ob. FAT). Część parku przylegająca do ul. Szpitalnej była wówczas odgrodzona i stanowiła plac zabaw Przedszkola nr 19 (mieszczącego się w dawnym sierocińcu żydowskim). W miejscu zburzonych budynków w północnej części parku powstały korty tenisowe, natomiast północno-zachodnia część została całkowicie zabudowana (wówczas powierzchnia parku zmniejszyła się o 0,5 ha).
Znajdujący się obecnie na terenie parku zespół budynków poczty został wpisany do rejestru zabytków (nr rej.: A/5977/1-2 z 14.09.2015).
W 2018 r., w ramach Programu Inicjatywy Rad Osiedli (PIRO) zaplanowano rewitalizację parku, która została przeprowadzona w latach 2020–2021 przez Zarząd Zieleni Miejskiej we Wrocławiu.
W 2019 r. przeznaczono kwotę 750 tys. złotych na rewitalizację parku, przy czym szacuje się, że całość prac przewidzianych do wykonania etapami ma kosztować około 3 miliony złotych. Wskazuje się na konieczność uwzględnienia w zagospodarowaniu terenu zachowania elementów historycznych i układu urbanistycznego podlegającego ochronie w ramach Przedmieścia Południowego ujętego w ewidencji zabytków, konieczność nawiązania do założenia ogrodowego z czasów przedwojennych, oraz przeprowadzenie szczegółowej inwentaryzacji dendrologicznej.
Lesław Węgrzynowski został patronem parku w 2019 roku.

## Rośliny
Większość drzew oraz krzewów występujących na terenie parku pochodzi z lat 60. XX wieku. W skład gatunkowy drzew parku wchodzą: bożodrzew gruczołkowaty (Ailanthus altissima), cis pospolity (Taxus baccata), dąb czerwony (Quercus rubra), grab pospolity (Carpinus betulus), jałowiec chiński (Juniperus chinensis), jesion wyniosły (Fraxinus excelsior), kasztanowiec pospolity (Aesculus hippocastanum), klon jawor (Acer pseudoplatanus), klon zwyczajny (A. platanoides), lipa drobnolistna (Tilia cordata), lipa holenderska (Tilia × europaea), platan klonolistny (Platanus acerifolia), robinia akacjowa (Robinia pseudoacacia), skrzydłorzech kaukaski (Pterocarya fraxinifolia), śliwa wiśniowa (Prunus cerasifera), topola biała (Populus alba), topola Maksymowicza (P. suaveolens) oraz wiąz szypułkowy (Ulmus laevis). Wśród krzewów występują tutaj natomiast: berberys Thunberga (Berberis thunbergii), dereń biały (Cornus alba), forsycja pośrednia (Forsythia × intermedia), jaśminowiec wonny (Philadelphus coronarius), krzewuszka cudowna (Weigela florida), ligustr pospolity (Ligustrum vulgare), morwa biała (Morus alba), suchodrzew chiński (Lonicera pileata), śnieguliczka biała (Symphoricarpos albus), tawuła van Houtte’a (Spiraea × vanhouttei) oraz żylistek szorstki (Deutzia scabra).

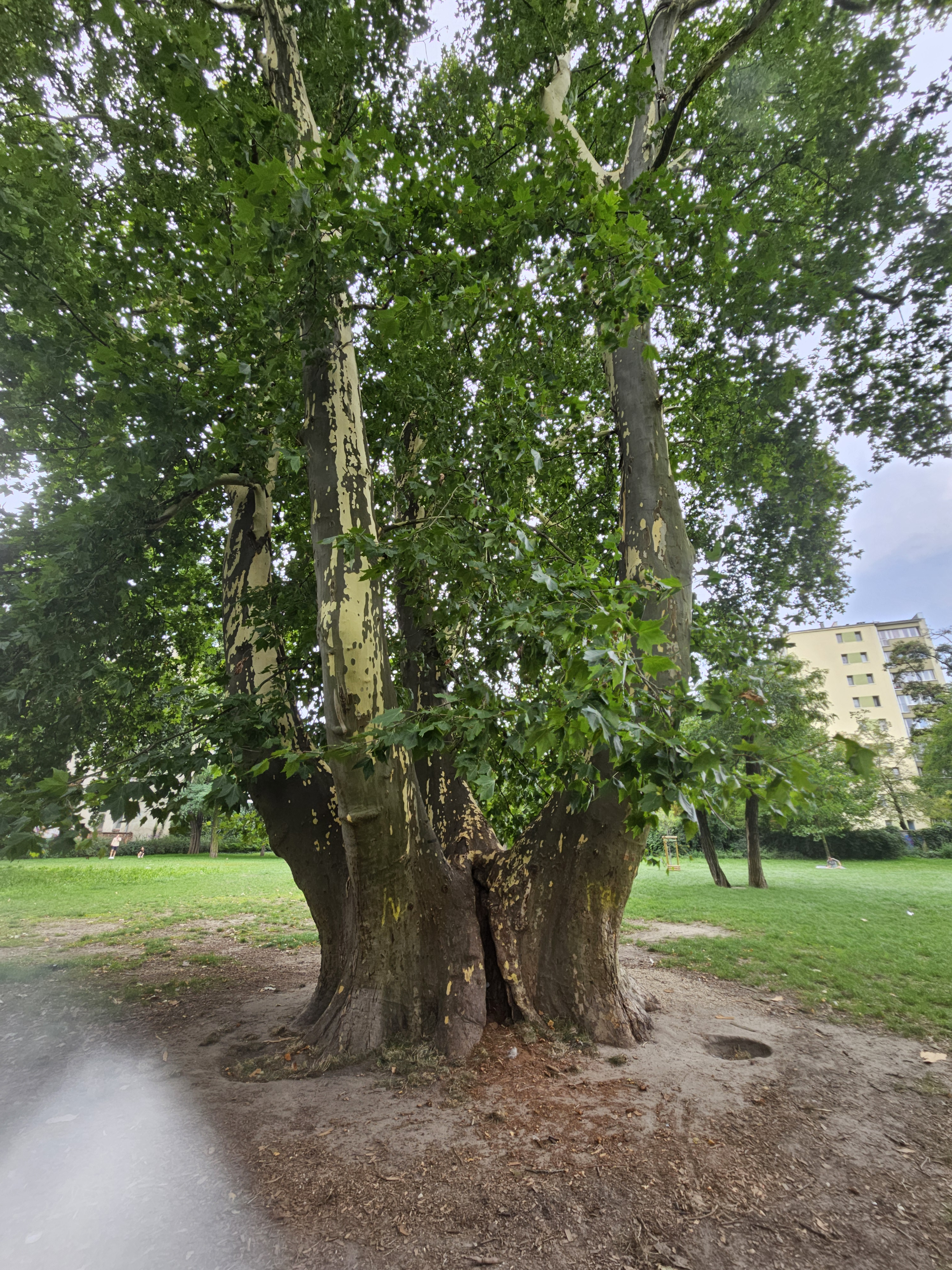
Czteropienny okaz platana klonolistnego

Na terenie parku rośnie około 30 drzew, których wiek datowany jest na ponad 120 lat. Najcenniejszym elementem starodrzewu jest szpaler platanów (o obwodzie powyżej 200 cm) rosnący wzdłuż ul. Kolejowej. Oprócz niego wymienić można również czteropienny okaz platana rosnący w zachodniej części parku (o obwodzie 348 cm).
W ramach rewitalizacji parku w latach 2020–2021 zostały w nim nasadzone nowe gatunki roślin, m.in.: buk zwyczajny (Fagus sylvatica), kasztanowiec czerwony (Aesculus × carnea), klon polny (A. campestre), lipa srebrzysta (T. tomentosa), dereń jadalny (C. mas), hortensja bukietowa (Hydrangea paniculata), hortensja dębolistna (H. quercifolia), kalina sztywnolistna (Viburnum rhytidophyllum), kokoryczka wielkokwiatowa (Polygonatum multiflorum), mahonia pospolita (Mahonia aquifolium), narcyz biały (Narcissus poeticus), oczar pośredni (Hamamelis × intermedia), ognik szkarłatny (Pyracantha coccinea), porzeczka krwista (Ribes sanguineum), szafran wiosenny (Crocus vernus), tawuła brzozolistna (Spiraea betulifolia), trzmielina Fortune’a (Euonymus fortunei), pióropusznik strusi (Matteuccia struthiopteris), bluszcz pospolity (Hedera helix), powojnik górski (Clematis montana) oraz powojnik mandżurski (C. mandschurica).
W ogrodzie deszczowym zostały posadzone natomiast następujące gatunki preferujące środowisko wilgotne: funkia sina (Hosta sieboldiana), kosaciec syberyjski (Iris sibirica), kosaciec żółty (I. pseudacorus), kosmatka olbrzymia (Luzula sylvatica), krwawnica pospolita (Lythrum salicaria), nerecznica samcza (Dryopteris filix-mas), rdest wężownik (Bistorta officinalis), skrzyp zimowy (Equisetum hyemale), śmiałek darniowy (Deschampsia caespitosa) oraz wierzba purpurowa (Salix purpurea).